# Insulina detemir
A insulina detemir é uma insulina de ação prolongada vendida sob a marca Levemir, entre outras, usada para tratar o diabetes tipo 1 e tipo 2. Ela é usada como uma injeção sob a pele e tem efeito de até 24 horas.
Os efeitos colaterais comuns incluem baixo nível de açúcar no sangue, reações alérgicas, dor no local da injeção e ganho de peso. Seu uso durante a gravidez e a amamentação é considerado seguro. Ela age no corpo aumentando a quantidade de glicose que os tecidos absorvem e diminuindo a quantidade de glicose produzida pelo fígado.
A insulina detemir foi aprovada para uso médico na União Europeia em junho de 2004 e nos Estados Unidos em junho de 2005   e está na Lista de Medicamentos Essenciais da Organização Mundial de Saúde. No Reino Unido, custava ao NHS cerca de £ 2,80 por 100 unidades em 2019. Nos Estados Unidos, o custo de atacado dessa quantidade é de cerca de US$ 29,50. Ela foi o 114º medicamento mais comumente prescrito nos Estados Unidos em 2017, com mais de seis milhões de prescrições. 